# Чоловік проти жінки
«Чоловік проти жінки» (англ. Man Against Woman) — американська пригодницька мелодрама режисера Ірвінга Каммінгса 1932 року.

## Сюжет
Джонні МакКлауд, жорсткий поліцейський інспектор, який надає перевагу більше ударам кулаків, ніж розслідуванню має гарячі відносини із запальною співачкою Лолою Паркер, але міс Паркер упадає за миловидим Джорджем Перрі.

## У ролях
- Джек Голт — Джонні Макклауд
- Лілліен Майлз — Лола Паркер
- Волтер Конноллі — Моссі Енніс
- Гевін Гордон — Джордж Перрі
- Артур Вінтон — Геппі О'Нілл
- Джек Ла Ру — Альберт
- Кларенс М'юз — Смокі Джонсон
- Емметт Корріген — Крісті
- Гаррі Сеймур — Броді